# アレクサンダー・ツォルニガー
アレクダンダー・ツォルニガー（Alexander Zorniger、1967年10月8日 - ）は、ドイツ・ムートランゲン出身の元サッカー選手、サッカー指導者。現役時代のポジションはミッドフィールダー。

## 指導者経歴
2004年から2009年までオーバーリーガ・バーデン-ヴュルテンベルクの1.FCノルマニア・グミュントで監督を務める。2009年、マルクス・バッベルのもとでVfBシュトゥットガルトのコーチに就任。2010年7月1日、SGゾネンホフ・グロースアスパッハの監督に就任。2011-12シーズンにはチームを3部リーグ昇格目前まで導く。並行して、へネス・ヴァイスヴァイラー・アカデミーで指導者教育を受け、58期サッカー指導者教育課程(2011-12)を首席で卒業。

### RBライプツィヒ
2012年7月3日、RBライプツィヒの監督に就任。最初のシーズン(2012-13)にチームを3部リーグへと昇格させ、翌シーズンも手腕を発揮し、ブンデスリーガ2部への昇格に導いた。

### VfBシュトゥットガルト
2015-16シーズン、ブンデスリーガに所属しているVfBシュトゥットガルトの監督に就任、2018年6月30日までの3年契約を結ぶ。

### ブレンビーIF
2016-17シーズン、ブレンビーIFの監督に就任。2016-17シーズン、2017-18シーズンともに、デンマーク・スーペルリーガで準優勝。2018年、デンマーク・カップでチームを優勝に導く。

### アポロン・リマソール
2021年5月26日、キプロスのアポロン・リマソールでの監督就任が発表される。

### グロイター・フュルト
2022年10月、SpVggグロイター・フュルトの監督に就任した。

## タイトル

### 監督時代
RBライプツィヒ
- レギオナルリーガ・ノルトオスト:1回（2012-13）
- サクソニー・カップ:1回（2012-13）
- ドイツ・ブンデスリーガ3部:1回（2013-14）

ブレンビーIF
- デンマーク・カップ:1回（2017-18）